# Доксатон
Докса́тон (греч. Δοξάτον ή Δοξάτο) — малый город в Греции. Расположен на высоте 95 метров над уровнем моря, в 9 километрах к юго-востоку от города Драмы, в 23 километрах к северо-западу от Кавалы, в 120 километрах к северо-востоку от Салоник и в 349 километрах к северу от Афин. Входит в одноимённую общину (дим) в периферийной единице Драме в Восточной Македонии и Фракии. Население 2884 жителя по переписи 2011 года. Площадь 27,714 квадратного километра.
По западной окраине города проходит национальная дорога 12 Драма — Кавала.

## История

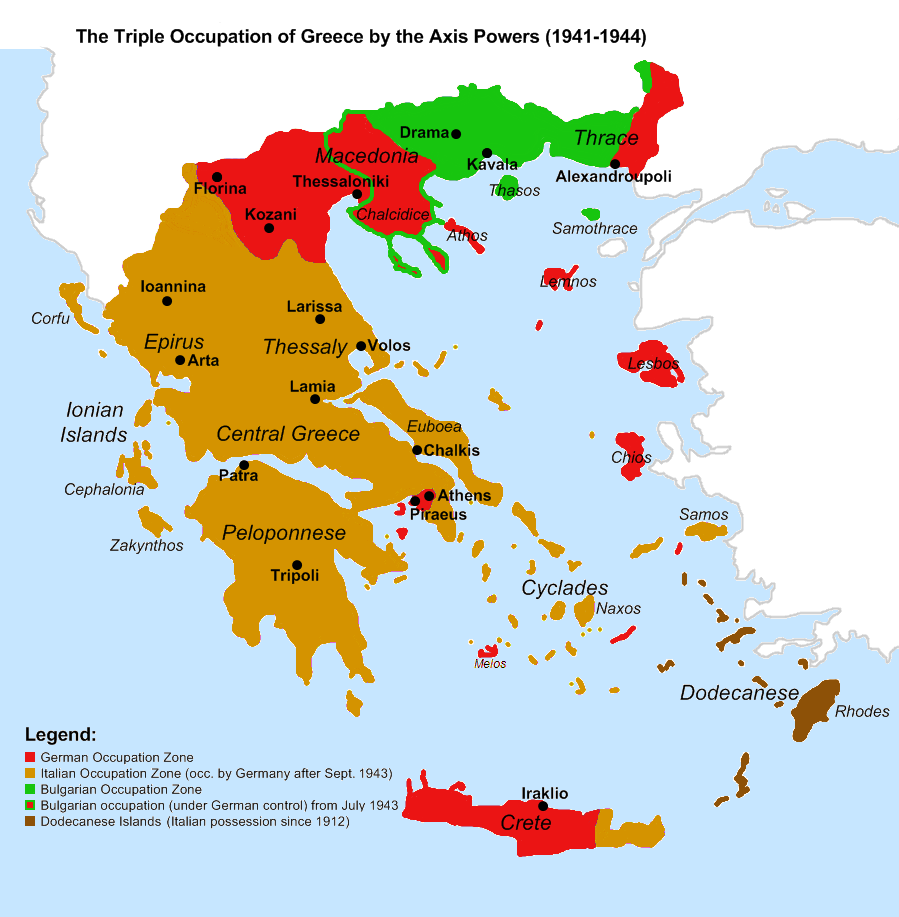
Карта зон оккупации Греции во время Второй мировой войны. Доксатон был включён в болгарскую зону

В истории города произошло две резни. Первая произошла в ходе Второй Балканской войны (Греция и Сербия против Болгарии). В июне 1913 года греческое население Доксатона подняло вооружённое восстание в тылу болгарской армии. 30 июня отступающие болгарские части (в основном кавалерийские) окружили мятежный город, убили около 600 гражданских лиц, включая женщин и детей (при населении в 1500—2700 человек), и сожгли город. Комиссия Карнеги, которая расследовала это дело, ссылается на смягчающее по их мнению обстоятельство, что резня была произведена не непосредственно болгарами, а вооружёнными ими болгароязычными мусульманами (помаками) и турками, которые отомстили грекам за предыдущую резню мусульман.
В годы Второй Мировой войны Болгария снова предъявила претензии на Македонию. На этот раз с помощью нацистской Германии. Болгарии была предоставлена возможность оккупации Восточной Македонии и Западной Фракии. Реакция греческих патриотов, и в частности коммунистов, на болгарскую оккупацию была плохо подготовленной. В ночь с 28 на 29 сентября греческое население нома Драма восстало против болгар под руководством греческих коммунистов. Доксатон оказался в эпицентре событий. Был атакован полицейский участок в Доксатоне и убито 7 болгарских полицейских. Хотя атакующие скрылись в горах, репрессии против греческого населения были жестокими. На следующий день болгарские войска собрали всех мужчин старше 14 лет и, разделив их на десятки, расстреляли.

## Память
Греческое правительство, несмотря на маленькое население, предоставило Доксатону статус города в знак признания жертв и назвало его «Городом Героем и Мучеником» (Ηρωική και Μαρτυρική Πόλη).

## Население
| Год  | Население, человек |
| ---- | ------------------ |
| 1991 | 3401               |
| 2001 | 3575               |
| 2011 | ↘ 2884             |